# Anselmo V Pusterla
Anselmo V, detto anche Anselmo della Pusterla (Milano, XI secolo – Roma, 14 agosto 1136), è stato un arcivescovo cattolico italiano.
Fu arcivescovo di Milano dal 30 giugno 1126 alla sua deposizione, nei primi mesi del 1135.

## Biografia
Come molti giovani milanesi di buona famiglia del suo tempo, egli compì i propri studi in Francia. Egli studiò a Parigi ed a Tours nel 1107 e quindi sotto la guida di Anselmo di Laon a Laon nel 1109.
Come arcivescovo, Anselmo si oppose al papa in favore della politica imperialista che preservò i tradizionali diritti della diocesi ambrosiana. Questo lo rese inviso alla cittadinanza che era opposta all'imperatore, e si originò un profondo scisma nella Chiesa milanese. Anselmo venne deposto nel 1135 (alcune fonti riportano il 1133) e venne portato a Roma in prigionia, dove morì e dove venne sepolto, nel Laterano.
Alla sua morte gli succedette il legato pontificio Benedetto, con l'intento di essere eletto arcivescovo, ma morì in quello stesso 1135 e non poté aspirare nemmeno alla sede episcopale, che venne occupata dall'arcivescovo Robaldo.